# Angelo Bertelli
Angelo Bortolo Bertelli (West Springfield, 18 giugno 1921 – Clifton, 26 giugno 1999) è stato un giocatore di football americano statunitense che ha giocato nel ruolo di quarterback nella All-America Football Conference (AAFC). Fu la prima scelta assoluta del Draft NFL 1944 da parte dei Boston Yanks della NFL. Al college giocò a football all'Università di Notre Dame dove vinse l'Heisman Trophy, il massimo riconoscimento individuale a livello universitario.

## Carriera professionistica
Bertelli fu scelto dai Boston Yanks come primo assoluto nel Draft NFL 1944. Dopo la fine della seconda guerra mondiale dove combatté, e rischiò di essere ucciso, nella battaglia di Iwo Jima, Bertelli firmò però per i Los Angeles Dons della AAFC nel 1946. Dopo una stagione passò i Chicago Rockets sempre nella AAFC. Gli infortuni lo costrinsero al ritiro dal football professionistico prima della stagione 1949.

## Vittorie e premi
- Heisman Trophy (1943)
- College Football Hall of Fame

## Famiglia
Bertelli era il padre di Robert Bertelli, meglio noto come Bob Bert, un musicista membro dei Sonic Youth e di altre band.